# Stratiothyrea femorata
Stratiothyrea femorata är en tvåvingeart som beskrevs av de Meijere 1913. Stratiothyrea femorata ingår i släktet Stratiothyrea och familjen vattenflugor. Inga underarter finns listade i Catalogue of Life.